# Paragrodiaetus glaucias
Paragrodiaetus glaucias är en fjärilsart som beskrevs av Lederer 1872. Paragrodiaetus glaucias ingår i släktet Paragrodiaetus och familjen juvelvingar. Inga underarter finns listade i Catalogue of Life.